# Tom Cushing
Charles Cyprian Strong Cushing (27 de outubro de 1879 – 6 de março de 1941) foi um dramaturgo norte-americano, que atuou na carreira artística sob o nome Tom Cushing.
Cushing nasceu em New Haven, Connecticut, filho de William Lee Cushing, fundador e diretor da Escola de Westminster em Simsbury, Connecticut, e  Mary Lewis Strong Cushing. Ele frequentou a Westminster e mais tarde Universidade Yale, onde ele era um membro da Skull and Bones (Crânio e Ossos, em português). Formou-se em 1902. Cushing morreu em Baker Memorial Hospital, em Boston, após uma operação de um tumor cerebral.